# Helcogramma ellioti
Helcogramma ellioti és una espècie de peix de la família dels tripterígids i de l'ordre dels perciformes.

## Morfologia
- Els mascles poden assolir 5,7 cm de longitud total.[2][3]

## Hàbitat
És un peix marí de clima tropical que viu entre 2-5 m de fondària.

## Distribució geogràfica
Es troba als oceans Índic i Pacífic.